# Оман високий (пам'ятка природи)
Оман високий — ботанічна пам'ятка природи місцевого значення. Об'єкт розташований на території Маловисківського району Кіровоградської області, поблизу с. Лутківка.
Площа — 2 га, статус отриманий у 1998 році.